# Заліте Клара Едуардівна
Клара Едуардівна Заліте (1903, місто Гулбене, тепер Латвія — ?) — латиська радянська діячка, вчителька, директор Тукумської неповної середньої школи. Депутат Верховної Ради СРСР 2-го скликання.

## Життєпис
Народилася в родині столяра. Закінчила гімназію та в 1923 році — вчительський інститут у Ризі.
Працювала «резервною» вчителькою у сільських школах Мадонського повіту. З 1940 до 1941 року — вчителька в містечку Валдемарпілс у Курземе.
Під час німецько-радянської війни, в 1941 році заарештована німецькою окупаційною владою, деякий час перебувала у в'язниці. Її чоловік, Яніс Антонович, був розстріляний. Потім працювала вчителькою Ліксненської школи.
З 1944 року — вчителька та директор Тукумської неповної середньої школи Латвійської РСР.